# Citebase
Citebase — экспериментальный полуавтоматизированный индекс цитирования научных статей, предназначавшийся в первую очередь для открыто распространяемых исследовательских материалов, размещённых в электронном виде в онлайне.
Проект начал работу в 2005 году и был закрыт в 2013 году.
Поисковый робот собирал метаданные по протоколу OAI-PMH, разбирал имеющиеся там ссылки и индексировал это всё в поисковой системе с использованием библиотеки Xapian.
Больше трёх четвертей проиндексированных статей были размещены их авторами в архиве сайта ArXiv.org, включающем работы по физике, математике и информатике. В базу были включены некоторые публикации по биомедицине с сайтов BioMed Central и PubMed Central.